# Бадемджан Поло
Бадемджан Поло (на персийски: بادمجان پلو) е традиционно иранско ястие, известно предимно в северните провинции в Иран.
Основните съставки са патладжани, ориз и телешка кайма и съдържа много високи количества Витамин B6, Витамин B12 и желязо. Други продукти в Бадемджан Поло са лук, домати, къри на прах, куркума, сол, черен пипер.

## Начин на приготвяне
В купа сипете ориза, добавете супена лъжица сол и покрийте с вода. Оставете ориза да се накисне във водата за поне 4 часа. Нарежете на ситно лука и домата. Обелете и нарежете патладжана. Запържете патладжаните в олиото и добавете сол към тях.
В отделен съд запържете лука до златисто. Добавете и телешката кайма към него и разбърквайте, докато стане кафява. Прибавете към тях къри, куркума и пипер. Сложете и домата и продължете да запържвате за още няколко минути.
Кипнете накиснатият предварително ориз и го оставете да се вари на средна температура за 10 – 15 минути. След това го изплакнете няколко пъти със студена вода.
Намазнете голям съд с олио. Прехвърлете половината от ориза в него. Върху ориза наредете телешката смес и след това патладжаните. Покрийте с останалата част от ориза. Разбъркайте 2 супени лъжици олио, сол, и 2 супени лъжици вода и ги изсипете върху ориза. Покрийте съда с кърпа и капак и оставете да се доготви за още 30 минути.